# Canton de Noisiel
Le canton de Noisiel est une ancienne division administrative française, située dans le département de Seine-et-Marne et la région Île-de-France.

## Composition
Le canton de Noisiel regroupait 2 communes jusqu'en mars 2015 :
- Lognes, 15 028 habitants
- Noisiel, 15 634 habitants

## Histoire
Le canton de Noisiel a été créé par le décret du 22 janvier 1985 (division du Canton de Torcy).
Il a été supprimé en 2014.

## Représentation
| Période               | Identité      | Parti | Qualité |
| --------------------- | ------------- | ----- | --- |
| Canton créé en 1985.  |               |       | |
| 1985-1997 (démission) | Daniel Vachez | PS    | Employé de banque, responsable syndical Maire de Noisiel (1980-2017)                                                                                           |
| 1997-2015             | Vincent Eblé  | PS    | Fonctionnaire territorial Maire-adjoint de Lognes Président du Conseil Général (2004-2015) Sénateur depuis 2011 Elu en 2015 dans le Canton de Champs-sur-Marne |

## Démographie
| 1990   | 1999   | 2006   | 2011   | 2012   |
| ------ | ------ | ------ | ------ | ------ |
| 29 498 | 29 717 | 29 993 | 30 196 | 30 200 |